# Ocotea eucuneata
Ocotea eucuneata är en lagerväxtart som beskrevs av Cyrus Longworth Lundell. Ocotea eucuneata ingår i släktet Ocotea och familjen lagerväxter. Inga underarter finns listade i Catalogue of Life.